# الآنسة الجدة
الآنسة الجدة (بالكورية: 수상한 그녀) هو فيلم كوميديا دراما كوري جنوبي من إخراج هوانغ دونغ هيوك وبطولة شيم إيون-كيونغ ونا مون هي،تم عرض الفيلم في كوريا الجنوبية في 22 يناير 2014.

## روابط خارجية
- الآنسة الجدة على موقع IMDb (الإنجليزية)
- الآنسة الجدة على موقع نتفليكس (الإنجليزية)
- الآنسة الجدة على موقع قاعدة بيانات الفيلم (الإنجليزية)
- الآنسة الجدة على موقع ليتربوكسد (الإنجليزية)
- الآنسة الجدة على موقع كينوبويسك (الروسية)